# 布勒伊拉縣
布勒伊拉縣是羅馬尼亞東南部的一個縣。面積4,766平方公里，2011年時人口為304,925人，人口密度為每平方公里64人。首府布勒伊拉。
下設1市、3镇、40鄉。